# Bitwa o Sidi Bou Zid
Bitwa o Sidi Bou Zid (niemiecki kryptonim: Unternehmen Frühlingswind, operacja Wiosenny Wiatr) – starcie zbrojne stoczone podczas kampanii północnoafrykańskiej II wojny światowej w dniach 14–17 lutego 1943 roku. Bitwa toczyła się wokół Sidi Bou Zid, gdzie wiele jednostek armii amerykańskiej zostało pokonanych przez siły niemieckie. Doprowadziło to do odbicia przez wojska Osi strategicznie ważnego miasta Sbeitla w środkowej Tunezji.
Starcie zostało zaplanowane przez Niemców jako dwuczęściowa operacja ofensywno-obronna przeciwko pozycjom amerykańskim w zachodniej Tunezji. Generaloberst Hans Jürgen von Arnim dowodził kilkoma doświadczonymi jednostkami bojowymi, w tym 10 Dywizją Pancerną i 21 Dywizją Pancerną 5 Armii Pancernej, które miały wymiatać wojska przeciwnika na północ i zachód w kierunku przełęczy Kasserine, podczas gdy inna grupa bojowa zaatakowała Sidi Bou Zid z południa. W obliczu ataku stanął amerykański II Korpus pod dowództwem gen. por. Lloyda Fredendalla.
W ciągu kilku dni niemiecki atak zmusił II Korpus do zajęcia nowych pozycji obronnych poza Sbibą. Żołnierze Osi mieli wtedy czas na umocnienie nowej linii frontu na zachód od Sbeitli. Sukces ofensywy skłonił niemieckie Naczelne Dowództwo do wniosku, że pomimo dobrego wyposażenia, siły amerykańskie nie są w stanie sprostać doświadczonym oddziałom bojowym Osi.

## Tło sytuacyjne
Próba przejęcia Tunisu przez aliantów pod koniec 1942 roku po sukcesie operacji Torch nie powiodła się, a od końca roku na tym teatrze działań wojennych zapanowała cisza, ponieważ obie strony zatrzymały się, aby odbudować swoje siły. Hans-Jürgen von Arnim otrzymał dowództwo nad siłami Osi broniącymi Tunezji, a wraz z przybywającymi posiłkami wojska te otrzymały nazwę 5 Armii Pancernej. Arnim postanowił utrzymać inicjatywę uzyskaną po zatrzymaniu się aliantów w poprzednim roku, dokonując pozorowanych ataków, aby ukryć swoje rzeczywiste zamiary.
W styczniu 1943 roku niemiecko-włoska Armia Pancerna dowodzona przez gen. Erwina Rommla wycofała się przed Brytyjczykami na linię Mareth, linię umocnień obronnych w pobliżu nadmorskiego miasta Medenine w południowej Tunezji, zbudowanej przez Francuzów przed wojną. Siły Osi połączyły się, a w rejonie Sidi Bou Zid znalazły się elementy obu armii, wśród nich 21 Dywizja Pancerna Afrika Korps, przeniesiona z niemiecko-włoskiej Armii Pancernej oraz 10 Dywizja Pancerna z 5 Armii Pancernej.
Większość Tunezji znajdowała się pod wówczas pod kontrolą państw Osi, ale w listopadzie 1942 roku alianci zajęli wschodni grzbiet gór Atlas. Był on utrzymywany przez elementy niedoświadczonego, amerykańskiego II Korpusu (gen. por. Lloyd Fredendall) i słabo wyposażonego francuskiego XIX Korpusu (gen. Alphonse Juin). Fredendall uczynił Tebessę, ponad 130 km od tyłu, swoją kwaterą główną i rzadko odwiedzał front. Wobec braku informacji co do zamiarów sił Osi, Fredendall rozproszył swoje siły, aby uwzględnić wszystkie ewentualności, co spowodowało, że jego jednostki były zbyt daleko od siebie, aby mogły się wzajemnie wspierać. W Sidi Bou Zid odwołał dowódców swoich dywizji i zarządził rozkazy obronne bez badania terenu. Sidi Bou Zid było bronione przez amerykańską grupę bojową 168 Pułku 34 Dywizji Piechoty (płk Thomas Drake) i czołgi Dowództwa Bojowego A 1 Dywizji Pancernej. Fredendall spowodował, że większość tych sił została umieszczona na „wyspach” obronnych na wzniesieniach, co groziło ich rozdzieleniem i zniszczeniem przez wroga.
Rommel był świadomy niebezpieczeństwa ataku aliantów na wschodnim grzbiet w kierunku wybrzeża, około 97 km na wschód, który mógłby podzielić siły Osi i odizolować niemiecko-włoską Armię Pancerną od jej linii zaopatrzenia z Tunisu. 30 stycznia Arnim wysłał 21 Dywizję Pancerną do ataku na przełęcz Faïd, znajdującą się w posiadaniu francuskiego XIX Korpusu. Fredendall zareagował powoli, a wojska Arnima przezwyciężyły zaciekły francuski opór i osiągnęły swoje cele, zadając przeciwnikowi ciężkie straty.
Zaplanowano dwie operacje ofensywno-obronne, w ramach których Unternehmen Frühlingswind miała zostać przeprowadzona przez 10 i 21 Dywizję Pancerną przeciwko pozycjom USA pod Sidi Bou Zid, na zachód od Faïd, po czym 21 Dywizja Pancerna miała dołączyć do grupy bojowej włoskiej 1 Armii, aby zaatakować. Gafsa w Unternehmen Morgenluft i 10 Dywizja Pancerna ruszyły na północ do ataku na zachód od Kairouan. Operacja miała rozpocząć się w dniach 12–14 lutego.

## Bitwa
14 lutego o godzinie 4:00 cztery grupy bojowe, liczące łącznie 140 niemieckich czołgów z 10 i 21 Dywizji Pancernej (gen. por. Heinz Ziegler), przeszły przez przełęcze Faïd i Maizila, miejsca, które gen. Dwight Eisenhower wizytował trzy godziny wcześniej, w celu zaatakowania Sidi Bou Zid. Atak rozpoczęły czołgi 10 Dywizji Pancernej, pod osłoną burzy piaskowej zbliżając się na zachód od Faïd, w dwóch grupach bojowych (grupy Reimann i Gerhardt). Elementy 1 Dywizji Pancernej próbowały opóźnić niemieckie natarcie, strzelając z haubicy 105 mm M101 zamontowanej na czołgu M4 Sherman. Niemcy odpowiedzieli ostrzałem amerykańskim pozycji bojowych z dział kal. 88 mm. Do godziny 10:00 Niemcy okrążyli Djebel Lessouda (bronioną przez Lessouda Force, grupę batalionów pancernych dowodzoną przez ppłk. Johna K. Watersa, zięcia gen. George'a Pattona) i dołączyli na północ od Sidi Bou Zid.
Kampfgruppe Schütte i Kampfgruppe Stenckhoff z 21 Dywizji Pancernej zabezpieczyły przełęcz Maizila na południu, po czym Kampfgruppe Schütte skierowało się na północ, aby zaatakować dwa bataliony 168 Pułku na Djebel Ksaira, podczas gdy Kampfgruppe Stenckhoff skierowało się na północny zachód do Bir el Hafey w celu zawrócenia i podejścia po południu do Sidi Bou Zid od zachodu. Pod ciężkim ostrzałem ze strony Kampfgruppe Schütte, płk Thomas Drake poprosił o pozwolenie na odwrót, czemu Fredendall odmówił, nakazując mu utrzymanie pozycji i czekanie na posiłki, które nigdy nie dotarły. Do 17:00 Kampfgruppe Stenckhoff i 10 Dywizja Pancerna zaatakowały elementy 1 Dywizji Pancernej, które zostały przepędzone prawie 24 km na zachód do Djebel Hamra, tracąc 44 czołgi i wiele dział. Piechota została uwięziona na wzniesieniach w Djebel Lessouda, Djebel Ksaira i Djebel Garet Hadid.
W nocy dowódca 1 Dywizji Pancernej gen. Orlando Ward przeniósł się w górę elementy 1 Dywizji Pancernej do Djebel Hamra, aby kontratakować w stronę Sidi Bou Zid 15 lutego, ale atak odbył się na płaskim, odsłoniętym terenie i amerykańskie oddziały wpadły od samego początku pod ciężki ostrzał, a następnie znalazł się pomiędzy dwiema, niemieckimi dywizjami pancernymi, z ponad 80 czołgami Panzer IV, Panzer III i Tiger I. Amerykanie wycofali się, tracąc 46 czołgów średnich, 130 pojazdów i 9 dział samobieżnych, ledwo odzyskując pozycję w Djebel Hamra. Do wieczora Arnim nakazał trzem grupom bojowym udać się w kierunku Sbeitli, gdzie zostały one zaatakowane przez resztki 1 Dywizji Pancernej, które zostały odparte. 16 lutego, z intensywnym wsparciem powietrznym, Niemcy wyparli Amerykanów i weszli do Sbeitli.

## Następstwa
Doświadczeni Niemcy spisali się dobrze i zadali wiele strat wojskom amerykańskim, zanim gen. Anderson, wyznaczony do koordynowania operacji alianckich w Tunezji, nakazał im wycofanie się 17 lutego. Lewa (północna) flanka 1 Armii wycofała się z linii rozciągającej się od Fondouk do Faïd i Gafsa na lepsze pozycje obronne przed Sbibą i Tebessą. Mylące i sprzeczne ze sobą ustalenia dotyczące dowodzenia pogorszyły sytuację. Kiedy 17 lutego II Korpus został wyparty ze Sbeitli, a siły Osi spotkały się na przełęczy Kasserine, brak jedności dowodzenia i niejasne cele wojsk Osi miały podobny wpływ na operacje wojsk niemiecko-włoskich.
Słabe wyniki aliantów podczas działań pod koniec stycznia i pierwszej połowy lutego, a także podczas późniejszej bitwy o przełęcz Kasserine, doprowadziły dowódców państw Osi do wniosku, że chociaż jednostki amerykańskie były dobrze wyposażone, były gorsze pod względem dowodzenia i taktyki. Stało się to założeniem przyjętym przez najwyższe dowództwo sił Osi i skutkowało późniejszym niedoszacowaniem zdolności aliantów, gdy zdobywały doświadczenie i zastępowały biernych dowódców.